# ヒンガンスキー自然保護区
ヒンガンスキー自然保護区（ロシア語: Хинганский заповедник）はロシア連邦アムール州の南東端、アルハリンスカヤ低地と小興安嶺山脈の支脈地域にある国立自然保護区。1963年10月3日に沿アムール地域南部のステップと森林および鳥の営巣地とマナヅルの保護を主な目的として創立。総面積97073ha、保護面積27025ha。3地区に分かれる。
全体の70%は平原で残りは小興安嶺の支脈地帯。平地部は多数の湖沼があり、大きなものにドルゴエ湖（Долгое）、レベジヌィエ湖（Лебединые）、ペレシェエチヌィエ湖（Перешеечные）がある。区域内は大陸性モンスーン気候。冬は雪が少ないが霜が多い。ラムサール条約に定められた国際的に重要な湿地に選定されている。

## 動植物
高等植物964種、哺乳類47種、鳥類290種。現在唯一のロシア極東で広く知られているタヌキの最適な生息地である。ロシアのレッドデータブック記載の希少鳥類であるナベヅルとタンチョウが生息する。